# 郭陞
郭陞（？—？），原名郭光祖，字文晉，號堯門，陝西西安府咸寧縣人，明朝政治人物。

## 生平
隆慶四年（1570年）庚午科陝西鄉試第十四名，萬曆十一年（1583年）癸未科三甲一百四十三名進士。吏部觀政，本年官四川銅梁縣知縣，十五年調繁湖廣蘄水縣，本年調簡，卒。

## 家族
曾祖父郭桂，曾任布政司右參議；祖父郭治，貢士；父郭惟熙，儒官。母蒲氏。严侍下。